# Luperus aemulus
Luperus aemulus es una especie de insecto coleóptero de la familia Chrysomelidae. Fue descrita científicamente en 1921 por Julius Weise.